# Jo Ellis-Monaghan
Joanna Anthony Ellis-Monaghan ist eine amerikanische Mathematikerin und Professorin am Korteweg-de Vries Institut für Mathematik an der Universität von Amsterdam, deren Forschungsinteressen  insbesondere bei Graphenpolynomen und der topologischen Graphentheorie liegen.

## Ausbildung und Karriere
Ellis-Monaghan wuchs in Alaska auf. Sie schloss 1984 Studium der Studio Art and Mathematics am Bennington College mit einem Bachelor ab und erwarb 1986 einen Masterabschluss in Mathematik an der University of Vermont. Nachdem sie ein Promotionsprogramm am Dartmouth College begonnen hatte, wechselte sie an die University of North Carolina in Chapel Hill, wo sie 1995 ihren Doktortitel erwarb. Ihre Dissertation, die von Jim Stasheff betreut wurde, trägt den Titel A unique, universal graph polynomial and its Hopf algebraic properties, with applications to the Martin polynomial.
Sie war 1992 bis 1997 an der University of Vermont und von 1992 bis 2002 am Saint Michael’s College als Dozentin tätig. In den Jahren 2000 bis 2002 lehrte sie als Visiting Assistant Professor, von 2007 bis 2008 als Visiting Associate Professor sowie von 2013 bis 2014 als Visiting Full Professor an der University of Vermont. Am Saint Michael’s College war sie von 2002 bis 2006 als Assistant Professor, von 2006 bis 2010 als Associate Professor und ab 2010 als Full Professor tätig. Von 2015 bis 2019 war sie Vorsitzende der Abteilung für Mathematik und Statistik am Saint Michael’s College, wo sie die Einrichtung eines Statistikprogramms und eines neuen interdisziplinären Datenwissenschaftsprogramms leitete. Im Herbst 2019 war sie Shelly Visiting Professor an der Carnegie Mellon University und erhielt im Frühjahr 2020 einen Fulbright Distinguished Chair an der Karls-Universität in Prag. Im Jahr 2020 wurde sie Professorin für Diskrete Mathematik an der University of Amsterdam.
In den Jahren 2011 bis 2020 war sie Chefredakteurin der mathematisch-pädagogischen Fachzeitschrift Primus. Sie ist als Fachredakteurin für Bachelor-Forschung, Graduiertenstudium und internationales Lernen tätig. Derzeit ist sie Herausgeberin der Zeitschrift Annales de l’Institut Henri Poincare D. Für ihre Forschung erhielt sie zahlreiche renommierte Stipendien, unter anderem von der NASA und der National Science Foundation.
Ihr Forschungsgebiet ist die algebraische Kombinatorik, insbesondere Polynomfunktionen; angewandte Graphentheorie, statistische Mechanik, Computerchipdesign und Bioinformatik sowie die Pädagogik der Mathematik. Sie arbeitet interdisziplinär.

## Veröffentlichungen
- mit Iain Moffat: Graphs on Surfaces: Dualities, Polynomials, and Knots, Springer, 2013. ISBN 978-1-4614-6970-4
- mit Iain Moffat (Hrsg.): Handbook of the Tutte polynomial and related topics, Chapman & Hall/CRC Press, Boca Raton, 2022. ISBN 978-1-4822-4062-7

## Mitgliedschaften
- American Mathematical Society[3]
- Association for Women in Mathematics[3]
- Mathematical Association of America[3]